# フォルクスワーゲン・トゥアレグ
トゥアレグ（TOUAREG）は、ドイツの自動車メーカー、フォルクスワーゲンが製造・販売するSUVである。

## 概要
ポルシェとの共同開発により誕生し、同社のSUV・カイエンとはプラットフォームを共有する姉妹車の関係である。フォルクスワーゲンの高級化を志向していたフェルディナント・ピエヒと、SUVのラインナップを切望していたポルシェとの思惑が一致した結果の企画であった。製造は、スロヴァキアのブラチスラヴァ工場で行われる。

### 初代（2002年 – 2010年）
2002年発表・発売開始。ディーゼルエンジン（TDI）の2.5L 直列5気筒、3.0L V型6気筒、5.0L V型10気筒、ガソリンエンジンの3.2L V型6気筒、4.2L V型8気筒のラインナップがあり、うち日本にはガソリンエンジン仕様（3.2L/V型6気筒、4.2L/V型8気筒）のみが導入された。2005年には世界限定500台（うち、日本への割り当ては100台）で、6.0L/W型12気筒（W12/WR12）を搭載した「W12　SPORT」が発売された。なお、このW12スポーツは日本で販売されるフォルクスワーゲン車として初めて1,000万円を超えた。
2006年、フォルクスワーゲン傘下のアウディから姉妹車であるSUV、アウディ・Q7が発売された。
2007年にはマイナーチェンジが行われ、ガソリンエンジンは3.2L V6が3.6L V6FSI（直噴）に、4.2L V8が4.2L V8FSIに変更されたほか、ワッペングリルの採用に加え2,300点の部品が更新された。エンジンは、V型6気筒FSIの出力が向上した。日本国内に輸入・販売されるモデルにはサイドアンダーミラーが付着され、兄弟車であるQ7にみられるような保安基準に準拠するカメラやモニターは装備されなかった。MY08ではカメラ及びバックミラー内蔵式モニターが標準装備となった。
2009年、環境対応技術であるブルーモーションテクノロジーの下に、プロトタイプの「トゥアレグV6TSIハイブリッド」を発表。アウディ・S4などに搭載されている3.0L、V6スーパーチャージャーのガソリン直噴エンジンと38kwの電気モーター、アイシンAW（現・アイシン）製8速ATで駆動する。バッテリーは三洋電機のニッケル・水素充電池を使用。ちなみにセンターデフは電子制御の湿式多板クラッチから機械式のトルセンへ変更されている。

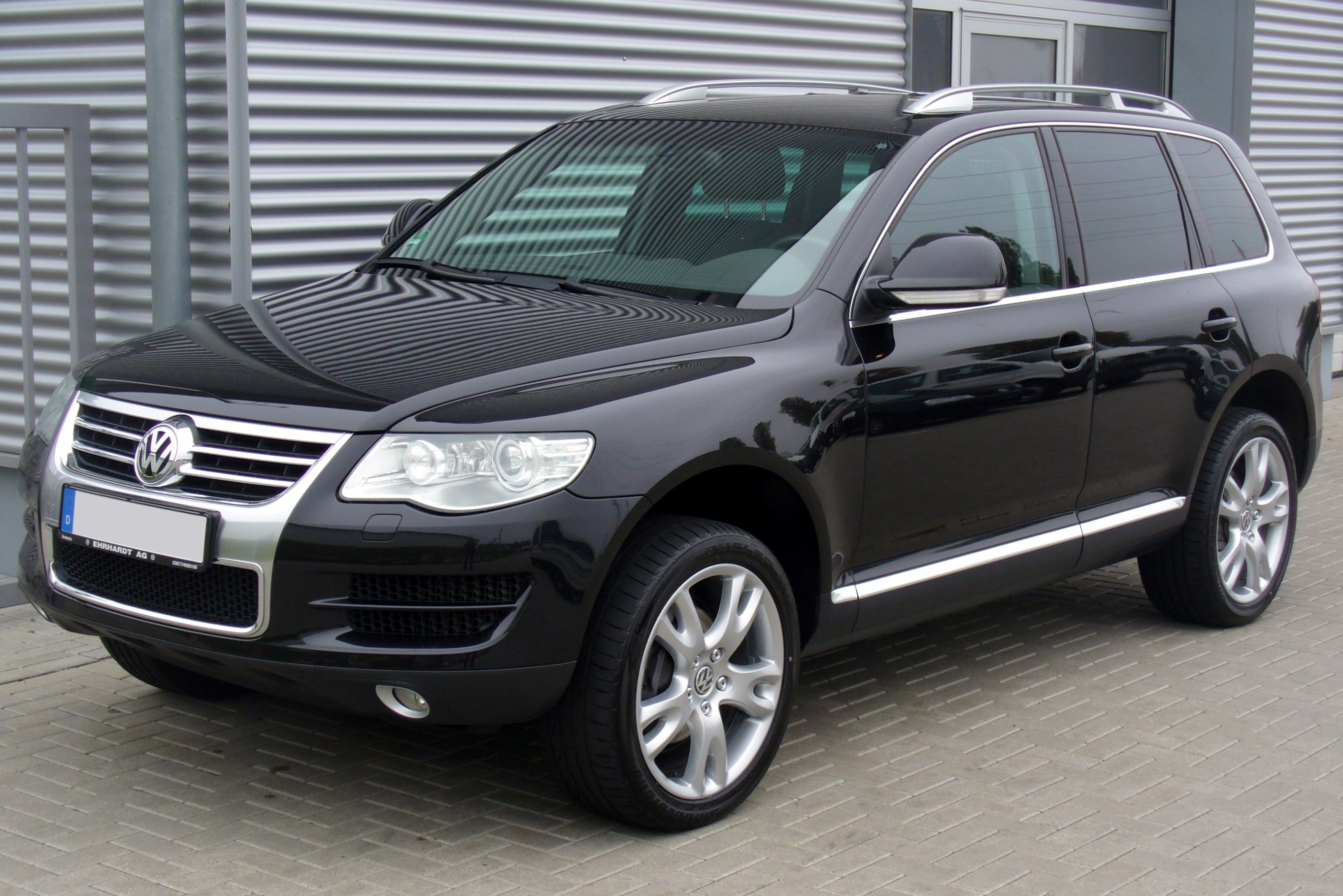
後期型（フロント）
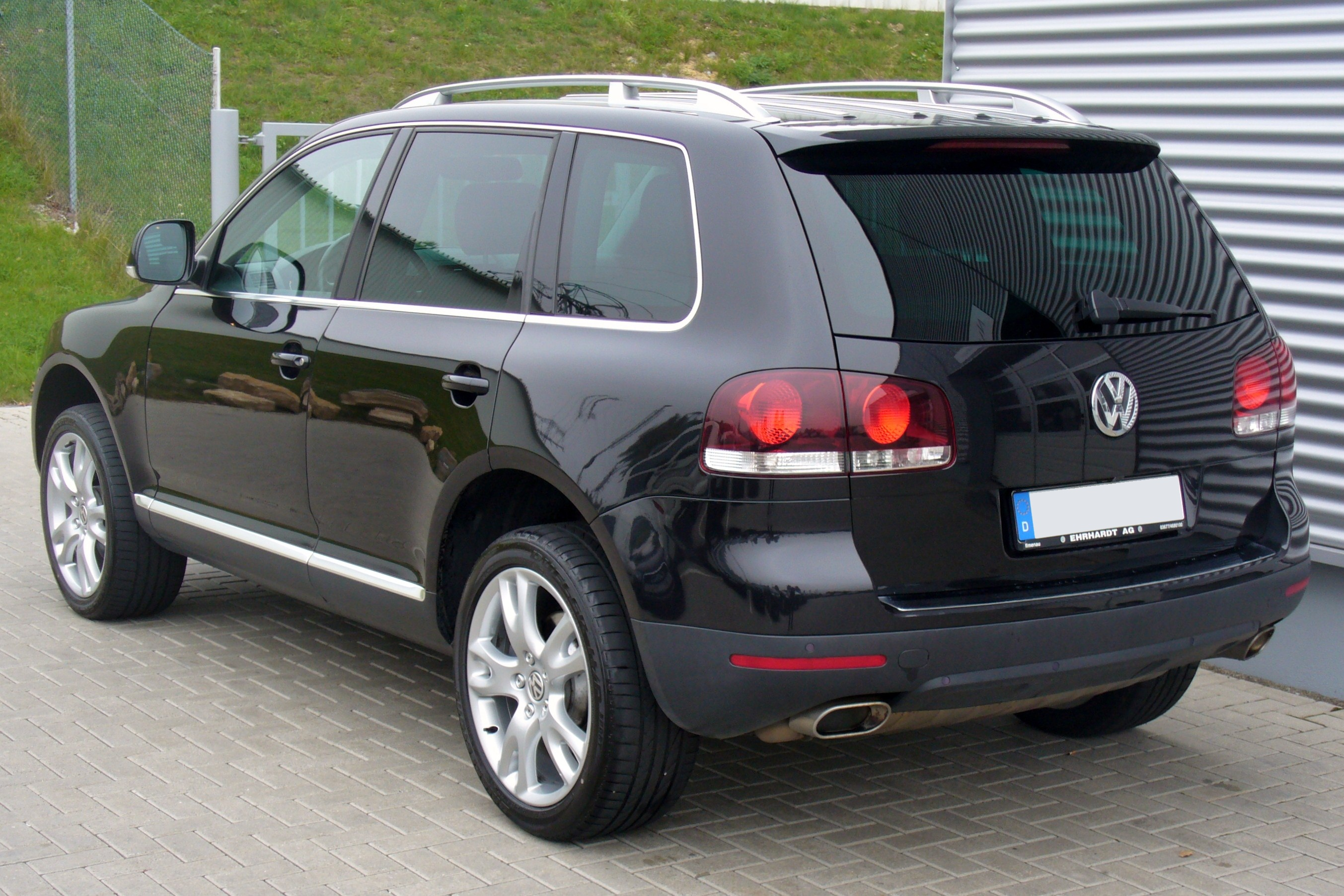
後期型（リア）

### 2代目（2010年 - 2018年）
姉妹車種のカイエン同様、2010年3月の第80回ジュネーヴショーでワールドプレミア。ボディとプラットフォームを新開発とすることで最大で約200kgの軽量化が図られたうえ、アイシンAW（現・アイシン）製8速AT（レクサス・LS用の改良版）を全車に採用するなどして燃費はシリーズ全体で初代比20%ほど向上している。
パワーユニットは上述のスーパーチャージャー付き3.0 L V6+モーターを組み込んだ「ハイブリッド」を筆頭に、3.6Lの「V6 FSI」、ディーゼルエンジンの「V6 TDI」と「V8 TDI」の計4種。フォルクスワーゲン車においてハイブリッド仕様が設定されるのは、このトゥアレグが初となる。ハイブリッドに用いられている電池は三洋電機製のニッケル・水素充電池で288Vの電圧で約1.7kWhの出力を持つ。
4WDシステムはハイブリッド車は「4MOTION」が、それ以外は先代と同様に「4XMOTION」（副変速機付き）が採用されている。
なお、日本国内では2011年1月19日に公式発表され、同年2月17日より販売を開始する。グレード体系は「ハイブリッド」と「V6」の2種で、両グレードとも「平成17年基準排出ガス75%低減レベル（☆☆☆☆）」認定を取得するとともに、「V6」は「平成22年度燃費基準+20%」を、「ハイブリッド」は「平成22年度燃費基準+25%」をそれぞれ達成した。
2012年4月3日に「V6」において仕様変更を行い、JC08モードに対応。同モードでの燃費は9.8km/Lで、「平成27年度燃費基準+10%」を達成する。なお、「ハイブリッド」は「平成22年度燃費基準+50%」達成車となった。
同年12月4日に一部改良。「ハイブリッド」に標準装備しているフロントモニタリングシステム「Front Assist」に全速域対応の自動ブレーキ機能と30km/h未満で先行車両への衝突回避・被害軽減を図る緊急ブレーキ機能を追加し、「Front Assist Plus」に強化（「V6」にもセットオプションの「テクノロジーパッケージ」にて装備可能）。さらに、全車においてはハンドル操作によるステアリング角度などを監視し、ドライバーの疲労や眠気による急ハンドルなど、通常とは異なる運転状況を検知した場合にメーター内のマルチファンクションインジケーターの表示と警告音で休憩を取るよう促し、事故を未然に防ぐドライバー疲労検知システム「Fatigue Detection System」を新たに標準装備した。なお、価格は従来型から据え置きとなった。
2014年4月1日に消費税増税及び原材料費の高騰などに伴う生産コストと輸送費の上昇を受けて価格改定を実施し、「V6」は24.6万円、「Hybrid」は35.4万円の大幅値上げを行った。
2015年2月10日にビッグマイナーチェンジを実施。昨今のフォルクスワーゲン車の特徴である水平基調を強調したデザインを取り入れ、フロント・リア・サイド部分にクロムパーツをあしらい、ラジエターグリルはセンターのVWマークを中心に4本のクロームモールを水平方向に伸ばし、バイキセノンヘッドライトはLEDポジションライトを内蔵。フロントバンパーに配置した左右および中央にエアインテークにはラジエターグリルと同じ3本の水平クロームモールを配し、視覚的に低く見せるため、前後バンパーとサイド下部に太めのクロームモールを装着し、フロントのアンダーガードにもクロームモールを装着。フォグランプと18インチアルミホイールは新デザインに変更した。ボディカラーは新色5色を含む8色展開となった。装備面では「ハイブリッド」に標準装備されていたプリクラッシュブレーキシステム「Front Assist Plus」に加え、マルチコリジョンブレーキ、アダプティブクルーズコントロール（ACC）を標準装備して安全性能を強化したほか、本車種専用に開発されたETC機能内蔵型純正HDDナビゲーションシステム「RSN850」、ステアリングヒーター、パークディスタンスコントロール（前後）、オプティカルパーキングシステム、アラウンドビューカメラ「Area View」、リアビューカメラ「Rear Assist（ステアリングガイド付）」も標準装備した。グレード体系はガソリン車のみとなり、既存の「V6」に加え、レーンディパーチャーワーニングシステム「Lane Assist」、レーンチェンジアシストシステム「Side Assist」、レザーコンフォートパワーシート（運転席/助手席、8ウェイ、運転席メモリー付）、シートヒーター（運転席/助手席）などを追加した上級仕様「V6 Upgrade Package」を新設した。
2016年7月19日に一部仕様変更。「V6 Upgrade Package」において、ボディカラー「リーフブルーメタリック」と内装「ナチュラルブランレザー」の組み合わせを廃止した。

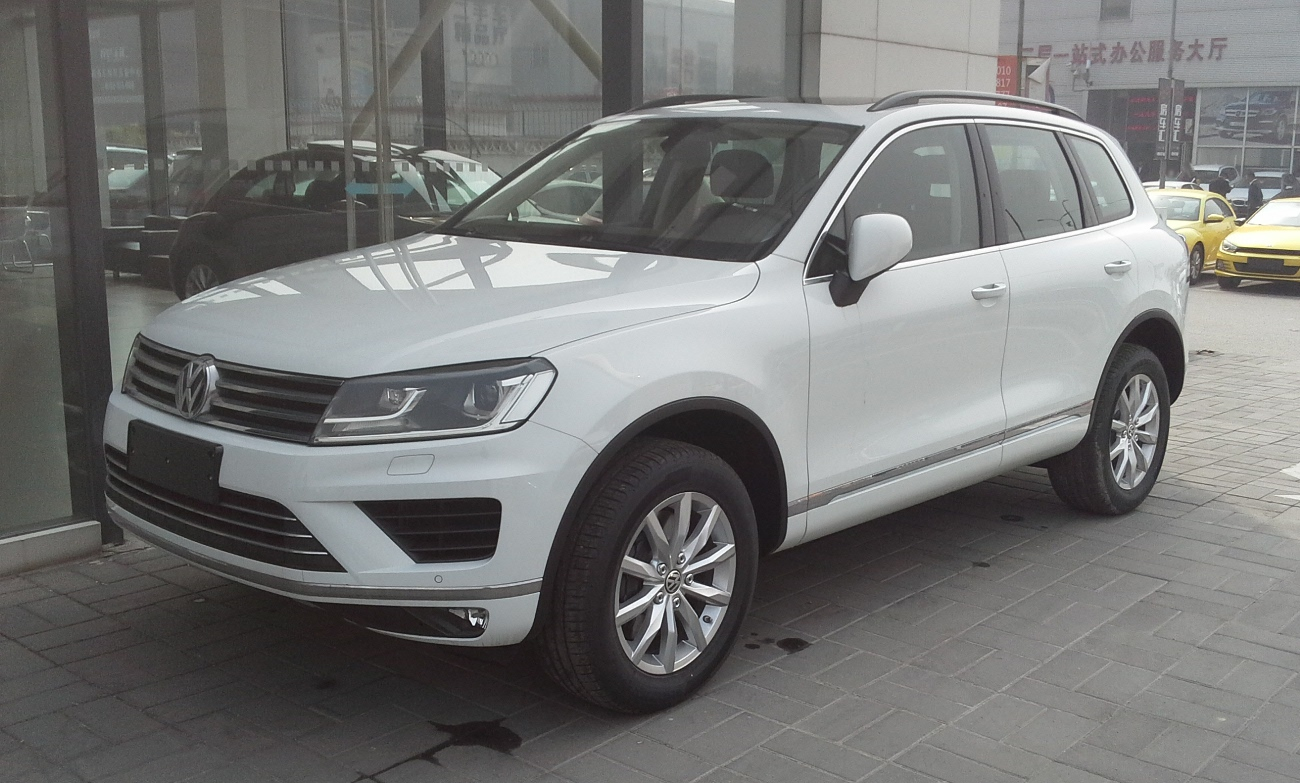
後期型(フロント)
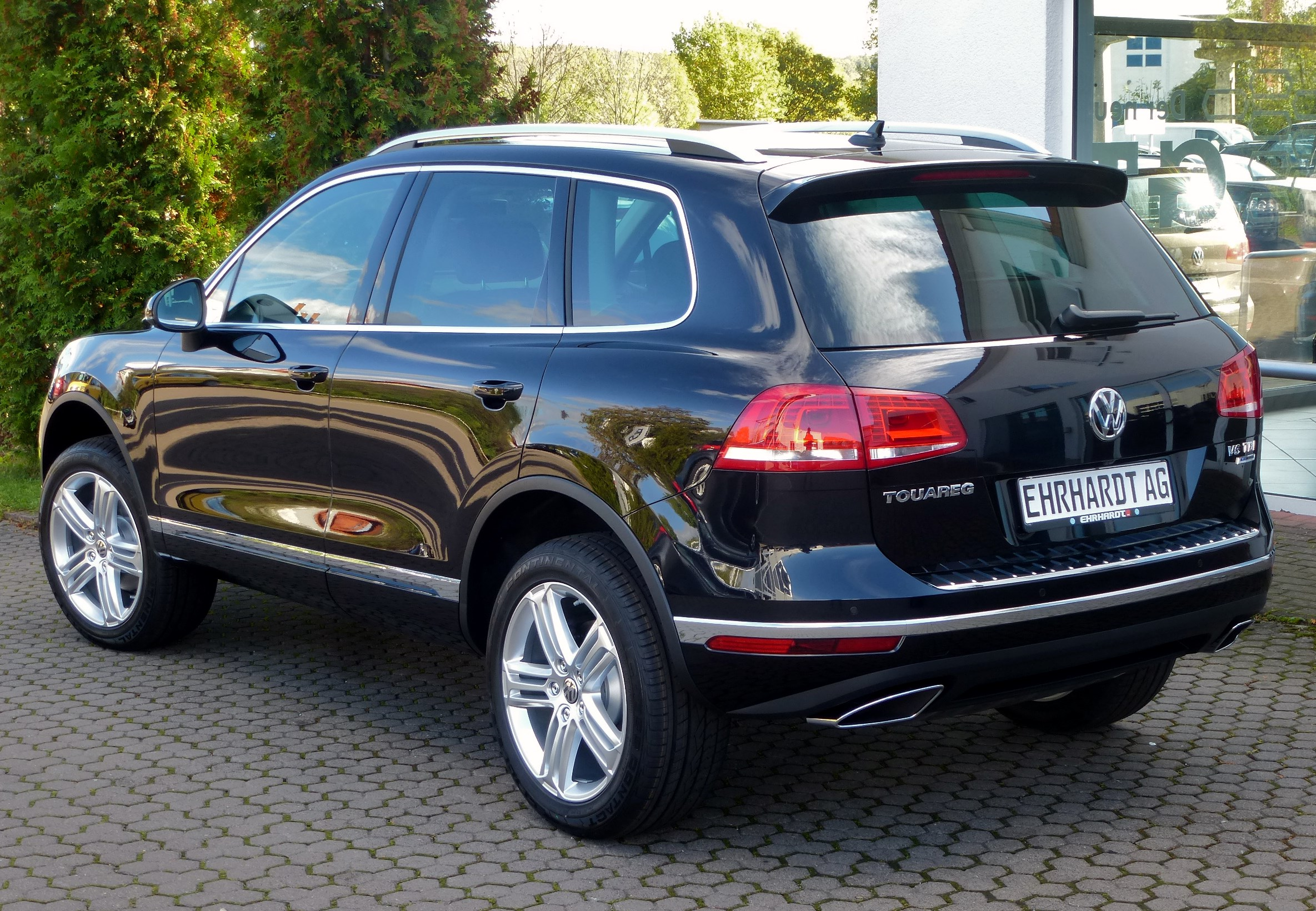
後期型(リア)

### 3代目（2018年 - ）
3代目トゥアレグは、ポルシェ・カイエン、アウディ・Q7とともにフォルクスワーゲンL7型と呼ばれるVWグループMLBプラットフォームを採用。燃費効率を重視し先の2代に比べ軽量化を実現している。これまでの販売業績を前提に日本および北米での販売を中止し、北米ではフォルクスワーゲン・アトラス（中国及びメキシコ市場では「テラモント」名）に切り替えたが、日本ではそれらに該当する車種を投入していない為にミドルクラスのティグアンが代替する立ち位置となった。

#### トゥアレグR PHEV
2020年2月、フォルクスワーゲンはプラグインハイブリッド車「トゥアレグR」を発表。パワートレインは3.0 L V6ガソリンターボと、136馬力（100 kW; 134 bh）を発揮する電動モーターを搭載。搭載するリチウムイオン電池は14.1kWhの容量を持ち。システム総出力は462馬力（340 kW; 456 bhp）、トルク700N⋅mである。

## 販売
- 2005年に発売された特別モデル・W12は、限定500台のうち、330台がサウジアラビアで販売された。
- 2006年11月、その性能をアピールするために英国・ダンスフォールド飛行場 (Dunsfold Aerodrome) にてジャンボジェット機を牽引してみせるというパフォーマンスが行なわれた[9]。車内に4,345kgの鉄板・鉄球を積み込み、総重量7t以上に達したトゥアレグV10TDIは、ボーイング747-200[10]を150mほど動かすことに成功した。

## モータースポーツ

### ラリーレイド

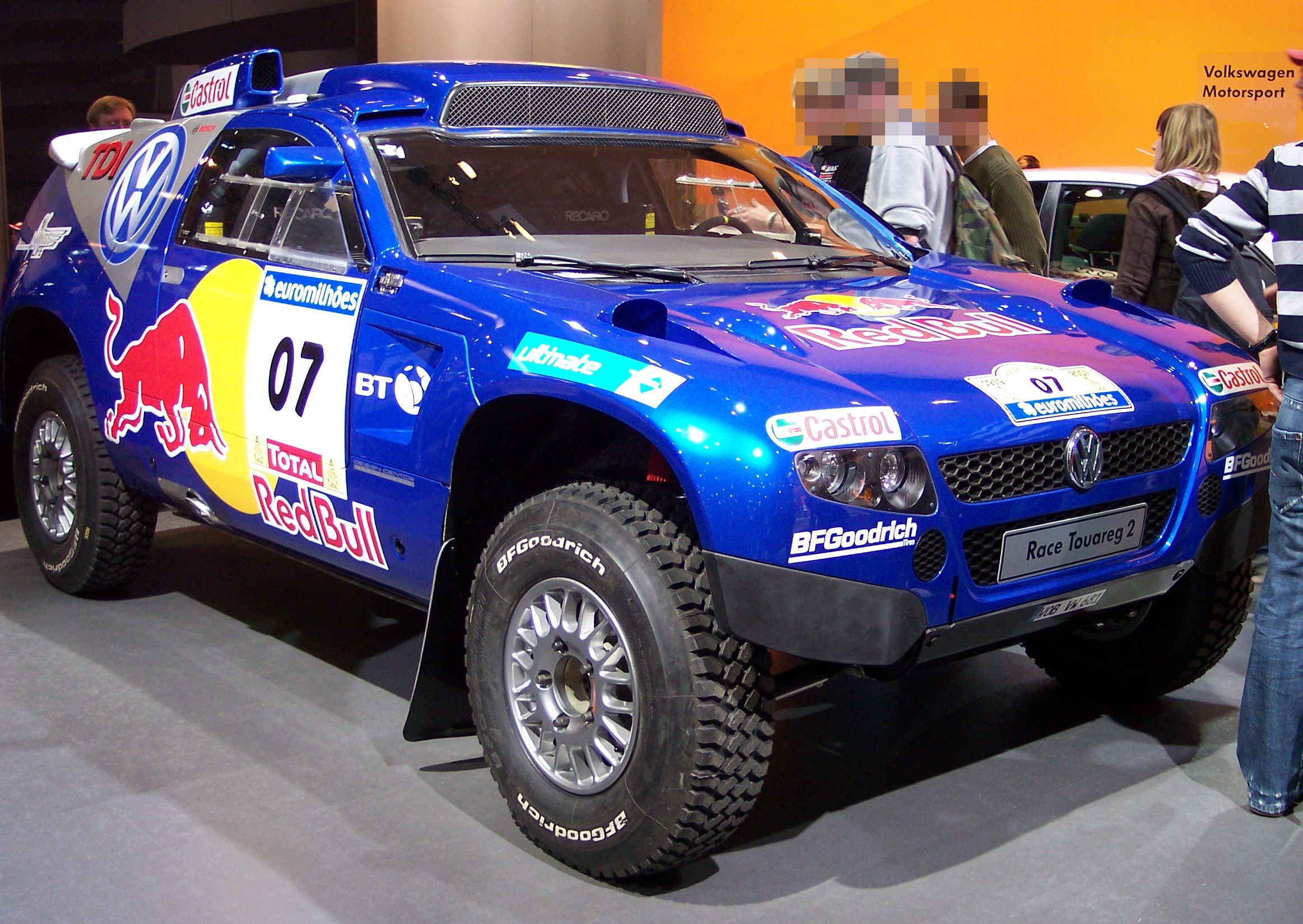
レーストゥアレグ2007年モデル 2006年のエッセンモーターショーにて

フォルクスワーゲンは2003年ダカール・ラリーのグループT2（スーパープロダクションクラス）に、試験的に2WDバギーのターレックを投入した後2004年から本格的にラリーレイド専用に開発された4WDプロトタイプマシン「レーストゥアレグ」で参戦を開始。
常勝軍団三菱自動車のパジェロエボリューションと熾烈な1,2位争いを繰り広げ、2009年にはジニール・ドゥ・ヴィリエ/ディルク・フォン・ツィッェヴィッツ組のマシンが総合優勝を果たす。三菱撤退後は敵無しとなり、2010年にカルロス・サインツ/ルーカス・クルツ組、2011年にナッサー・アル＝アティヤ/ティモ・ゴットシャルク組で合計3連覇を達成した。ボディカラーはパジェロの赤に対抗するかのごとく青で、スポンサーのレッドブルカラーに塗られた。
フォルクスワーゲンがWRCに転戦するため、レーストゥアレグは2011年の優勝をもってダカール・ラリー参戦を終了した。

### パイクスピーク
2007年パイクスピーク・ヒルクライムのショールームストック（市販車無改造）クラスにV10エンジン2台、V6エンジン1台の合計3台のトゥアレグが参戦。ディーゼルエンジンのクラス最速記録を出して優勝した。

### バハ1000
2008年の北米デザートレースのバハ1000に、トゥアレグを模したデザインのトロフィー・トラックが参戦。クラス13位で完走した。

### 南北アメリカ縦断レース
2011年にアルゼンチンからアラスカまでの2万キロを走破するレース「カレテラ・パナメリカーナ」にて、V6ディーゼル仕様にて参戦。従来の記録を4日短縮し、11日と17時間22分という記録を打ち立てた。

## 環境関連
アメリカ合衆国の非営利団体ACEEEは2008年、V型10気筒ディーゼル・モデルを、「最も環境に悪い乗用車」のワースト1として発表した。その環境への害悪度はスーパーカーのブガッティ・ヴェイロンや、大型SUVのハマー・H2を上回るとの評価だった。

## 軍用試作車

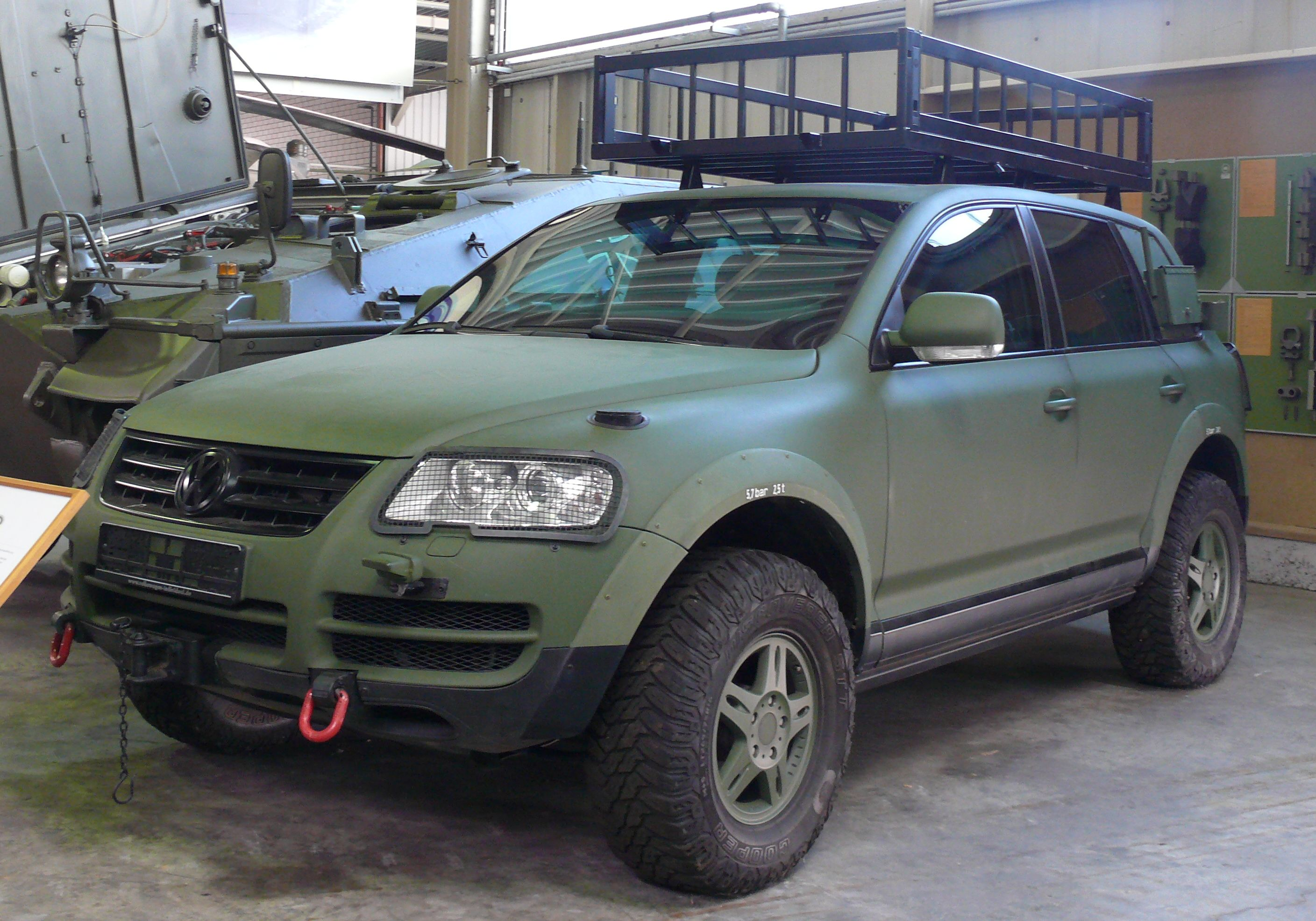
トゥアレグ・ミリタリーの試作車

フォルクスワーゲン社はタイプ183（英語版）以来、ドイツ連邦軍に自社製品を納入しており、次期更新に備えてドイツ連邦軍向けのバージョンとしてトゥアレグ（1代目）を母体とした改良型の「指揮防護多目的車両、クラス1」を発表し、再び軍用市場に打って出た。同系シリーズと異なり「トゥアレグ・ミリタリー」（連邦軍内部の呼称は「フェレットヒェン」）は車重5.3トンに及び、ファーミントン自動車（Farmington Automotive GmbH）社製の頑丈なシャーシを活かして、拳銃や機関銃などの小火器や地雷などから防護できる装甲と各種火器を車載できる仕様となっていた。エンジンは3.0 LのV6 TDIを搭載し、最大出力165 kW、最高速度160 km/hの性能であった。また、フォルクスワーゲンは出力230 kWのより大型のエンジンを搭載したバージョンも用意した。しかし、この車両は最初の試験で連邦軍の要求を満たせなかった。その後、フォルクスワーゲンは2007年11月に選抜手続から撤退した。

## 車名
車名は、アフリカの砂漠民トゥアレグ族に由来する。